# Miguel Hernández
Miguel Hernández Gilabert (ur. 30 października 1910, zm. 28 marca 1942) – hiszpański poeta i dramaturg. Był częścią pokolenia 36, które pojawiło się po hiszpańskiej wojnie domowej. Jednak jego styl literacki był bliższy pokoleniu 27. Hernández był poetą samoukiem, jego praca odzwierciedlała jego postawę wobec społeczeństwa.

## Życiorys

### Rodzina i edukacja 1910-1930
Jego rodzicami byli Miguel Hernández Sánchez i Concepción Gilabert. Poeta był trzecim dzieckiem z siedmiorga. Jednakże tylko czwórka tych dzieci przeżyła. Ojciec Miguela zajmował się hodowlą bydła, a matka zajmowała się dziećmi i domem. W wieku 7 lat Miguel rozpoczął pracę wraz z bratem i ojcem. Mając 9 lat został przyjęty do instytutu Nuestra Señora de Montserrat, gdzie zdobył podstawowe wykształcenie. Następnie kontynuował edukację w szkole Amor de Dios. W 1923 Miguel rozpoczął liceum w jezuickiej szkole Santo Domingo w Orihueli. Dzięki staraniom Hernándeza zaproponowano mu stypendium do dalszej nauki, jednak jego ojciec odrzucił taką możliwość w związku z czym porzucił szkołę. Mimo to, Miguel nadal dużo czytał i zaczynał pisać swoje pierwsze wiersze. W tym czasie Hernández często odwiedzał lokalną bibliotekę, a dzięki księdzu Luisowi Almarche Hernándezowi poznał twórczość autorów takich jak San Juan de la Cruz, Virgilio (Wergeliusz), Gabriel Miró czy Paul Verlaine. Jego chęć nauki zainspirowała go do stworzenia lokalnego klubu literackiego. Wśród członków tego klubu znalazł się między innymi José Marín Guitérrez, znany w późniejszym czasie pod pseudonimem Ramon Sijé. Od momentu stworzenia klubu Ramón stał się najlepszym przyjacielem poety, któremu zadedykuje w przyszłości swoją wybitną Elegía. Hernández poszerzał swoją wiedzę czytając wiele książek wybitnych autorów jak np. Miguel Cervantes, Luis de Góngora, Lope de Vega, Pedro Calderón de la Barca, czy Garcilaso de la Vega. Jego zamiłowanie do pisania rozwinęło się do tego stopnia, że 20 marca 1931 roku postanawia kupić swoją własną maszynę do pisania. Dzięki temu nie musiał już prosić księdza o przepisywanie swojej twórczości. Kilka dni później otrzymał swoją pierwszą nagrodę od Towarzystwa Artystycznego Orquesta Ilicitano za wiersz zatytułowany Śpiewam do Walencji, opatrzony godłem: „Światło…Ptaki…, Słońce…” (Luz…Pájaros...Sol…). Wiersz ten liczył 138 wersów i jego głównym tematem był pejzaż i ludzie z okolic Alicante, Elche, Murcii i Walencji.

### Pobyt w Madrycie 1931-1936
W 1931 odbył swoją pierwszą podróż do Madrytu, jednak, kiedy nie osiągnął sukcesu jakiego oczekiwał, wrócił zrezygnowany do Orihueli. Rok później opublikował swoją pierwszą książkę Perito en Lunas. W 1934 ponownie wyjechał do stolicy Hiszpanii. Tym razem jednak odniósł sukces i sztuka teatralna Hernándeza Quién te ha visto y quién te ve y sombra de lo que eras pojawiła się w gazecie Cruz Roja. Jednocześnie zaprzyjaźnił się ze znanymi poetami jak Alberti, Aleixandre, Neruda i Rosales. Rok później rozpoczął współpracę z encyklopedią Los Toros. W grudniu 1935r. zmarł jego najlepszy przyjaciel Ramón Sijé. W 1936 Hernández zadedykował mu swoją Elegía i wydał zbiór wierszy El rayo que no cesa.

### Wojna domowa, więzienie i śmierć 1937-1942
W okresie wojny domowej w latach 1936–1939 służył jako oficer w armii republiki. W lutym 1937 był obecny w bitwie pod Terruel a w marcu tego roku ożenił się z Josefiną Manresą. Wziął udział w II Kongresie Intelektualistów w obronie kultury, który miał miejsce w Walencji. Wyjechał do Związku Radzieckiego jako część delegacji hiszpańskiej na V Festiwal Teatru. W tym samym okresie opublikował Viento del pueblo, Teatro en la guerra i El labrador de más aire. W grudniu tego samego roku urodził się jego pierwszy syn Manuel Ramón. Po śmierci syna w 1938 opublikował Cancionero y romancero en ausencias. W 1939 urodził się jego drugi syn Manuel Miguel. Tego samego roku Franco ogłosił koniec wojny a Hernández próbował uciec do Portugalii. Po zatrzymaniu przez straż graniczną został odesłany do więzienia Toriijos w Madrycie, gdzie napisał Las nanas de la cebolla. W 1940 został skazany na karę śmierci. Jednak kara ta została zamieniona na 30 lat więzienia. W 1941 został przeniesiony do więzienia w Alicante, gdzie zachorował na gruźlicę. W 1942 zmarł na gruźlicę w więzieniu w Alicante i został pochowany na cmentarzu Nuestra Señora del Remedio w Alicante.

## Charakterystyka twórczości i odbiór krytyczny
Twórczość Hernándeza jest ściśle powiązana z jego życiowymi doświadczeniami co sprawia, że emocje, które przekazuje są autentyczne. Przez wszystkie lata jego twórczość zmieniała się wraz z nim i jego przeżyciami, na początku była pełna metafor. Następnie głównymi tematami jego twórczości była miłość, życie i śmierć. Ze względu na miłość do swojej żony i stratę najlepszego przyjaciela. W kolejnych etapach swojego życia jego dzieła były głosem ludu, poruszał głównie tematy polityczne w swoich dziełach. Na tym etapie jego poezja była przepełniona podwójnymi znaczeniami oraz powiązaniami do wiejskiego życia jakie znał od dziecka. Ostatni etap jego twórczości był pełen żalu, tęsknoty i straty. Ostatnie jego dzieła były pisane w więzieniu, dlatego też nie potrafił pisać i myśleć o niczym innym jak o bólu, który odczuwał przez stratę żony i syna. Hernández wiele przeszedł w życiu, był ofiarą wielu niesprawiedliwości a to odbiło się na jego poezji. Była ona nie tylko głosem ludu, ale też odzwierciedleniem wojny, więzienia i śmierci.

## Praca literacka

### Poezja
- Perito en lunas, 1933
- El rayo que no cesa,1936.
- Viento del pueblo, 1937
- Cancionero y romancero de ausencias, 1958
- El hombre acecha, (1937-1938)
- Nanas de la cebolla, 1939
- Elegía, (1910-1942)[3]

### Teatr
- Quien te ha visto y quien te ve y sombra de lo que eras, 1933.
- El torero más valiente, 1934.
- Los hijos de la piedra, 1935.
- El labrador de más aire, 1937.
- Teatro en la guerra, 1937[3].

### Antologie pośmiertne
- Seis poemas inéditos y nueve más, Alicante, Col. Ifach, 1951.
- Obra escogida, Madrid, Aguilar, 1952
- Antología, Buenos Aires, Losada, 1960
- Obras completas, Buenos Aires, Losada, 1960
- Obra poética completa, Madrid, Zero, 1979
- 24 sonetos inéditos, Alicante, Instituto de estudios Juan Gil-Albert, 1986
- Antología poética, ed. crítica de Agustín Sánchez Vidal, Barcelona, Vicens-Vives, 1993.
- Antología poética, ed. crítica de José Luis Ferris, Madrid, Espasa-Calpe, 2000.
- Antología poética comentada, ed. de Francisco Esteve y Jesucristo Riquelme, Madrid, Ediciones de la Torre, 2002.
- Obra completa de Miguel Hernández. 2 vols., S.L.U. Espasa Libros, Madrid, 2010.
- Miguel Hernandez y los mandones de la muerte. Madrid, Unión de Bibliófilos Taurinos, 2014
- La obra completa de Miguel Hernández, ed. crítica de Jesucristo Riquelme, Madrid: EDAF, 2017.
- Polskie przekłady jego wierszy w antologiach Hiszpania walcząca (1945) i Z Hiszpanią w sercu (178)[3]